# Beyond Here Lies Nothin'
«Beyond Here Lies Nothin'» —en español: «Más allá de aquí está la nada»— es una canción compuesta por el músico estadounidense Bob Dylan y publicada como primer tema del álbum de estudio Together Through Life en 2009.
La canción, cuyo título es una cita del poeta Ovidio y que guarda un parecido musical a la canción de Otis Rush «All Your Love (I Miss Loving)», contó con la colaboración de David Hidalgo tocando el acordeón y de Mike Campbell tocando la guitarra. Fue publicada en formato de descarga digital a través de la página web de Dylan entre el 30 y el 31 de marzo de 2009, y usada en el tráiler y en el episodio final de la segunda temporada de la serie de HBO True Blood, titulado como la canción. Blue-Tongue Films creó un videoclip de la canción dirigido por Nash Edgerton y con la participación de Joel Stoffer y Amanda Aardsma.
«Beyond Here Lies Nothin'» fue nominada al Grammy a la mejor interpretación vocal de rock solista en la 52.ª ceremonia de los Premios Grammy. Al igual que la mayor parte de los últimos trabajos de Dylan, la canción fue producida por el propio músico bajo el seudónimo de Jack Frost.